# Nesonycteris mengermani
Nesonycteris mengermani is een zoogdier uit de familie van de vleerhonden (Pteropodidae). De wetenschappelijke naam van de soort werd voor het eerst geldig gepubliceerd door Tim Flannery in 1993. De soort werd in 2023 afgesplitst van Nesonycteris fardoulisi.

## Voorkomen
De soort komt in de zuidwestelijke Salomonseilanden, op de eilanden Kolombangara, New Georgia, Rendova, Tetepare, Vangunu en Vella Lavella. Mogelijk komt het ook voor op de Russell-eilanden, maar het is niet zeker welke soort hier voorkomt.